# Foveacheles terricola
Espèce
Synonymes
- Scyphius terricola Koch, 1835
(protonyme)
- Rhagidia terricola (Koch, 1835)

Foveacheles terricola est une espèce d'acariens de la famille des Rhagidiidae.

## Distribution
Cette espèce peuple les grottes de l'Europe de l'Ouest.